# 华阳街道图书馆
华阳街道图书馆位于上海市长宁区安化路500号3楼，面积916平方米，1959年建立，當時圖書館位於万航渡路1384弄20号，后于2007年迁至安化路500号3楼，同年图书馆等级被列为特级馆，馆内設有成人借阅区、少儿借阅区、电子阅览区、数字影院。